# Cimento Nassau
A Cimento Nassau é uma empresa e marca de cimento brasileira, cujo escritório central esta localizado na cidade do Recife, Pernambuco. Fundada em 1951 por João Pereira dos Santos, já foi o maior grupo cimenteiro da América Latina. Seu nome é uma homenagem ao neerlandês Maurício de Nassau, fundador da colônia da Nova Holanda, sediada na atual capital pernambucana.
A empresa compõe o Grupo Industrial João Santos, que inclui, além das fábricas de cimento, companhias de açúcar e papel, fazendas, comércios, empresas de comunicação (Rede Tribuna) e a empresa Weston Táxi Aéreo, com HUB no Aeroporto Internacional do Recife-Guararapes.

## Controvérsias

### Formação de cartel
Em 2007, a Secretaria de Direito Econômico do Ministério da Justiça abriu uma investigação contra a Cimento Nassau e outras 7 empresas do mercado cimenteiro por suspeitas de formação de cartel, que apontaram uma manipulação de preços pelo menos, desde a década de 1960, o que incluía a repartição dos mercados regionais entre as empresas, além de lobby para impedir a entrada de novos concorrentes no mercado brasileiro. O intercâmbio entre as empresas acabou gerando um prejuízo anual estimado em mais de R$ 1,5 bilhão aos consumidores e ao mercado da construção civil desde o ano de 1986. Após a apuração do caso, o Conselho Administrativo de Defesa Econômica multou as empresas envolvidas, cujas sanções somaram mais de R$ 3,1 bilhões (a maior multa já aplicada em um processo desse tipo no Brasil), e ordenou também a venda de ativos para a entrada de outras empresas no setor. A Cimento Nassau sofreu uma multa de R$ 411 milhões, porém, em junho de 2015, conseguiu suspender o pagamento em ação no Tribunal Regional Federal da 1ª Região.

### Operação Background
Após a morte de João Santos em 2009, a Cimento Nassau e outras empresas pertencentes ao grupo começaram a passar por uma grande crise financeira, motivada por brigas entre os herdeiros do espólio do fundador, que passou a ser presidido pelos filhos mais velhos, José Santos e Francisco Santos, acusados pelos outros herdeiros de utilizar o Grupo Industrial João Santos para crimes como lavagem de dinheiro, evasão de divisas, sonegação de impostos e de direitos trabalhistas, entre outras práticas ilícitas. A situação foi acelerada também pela crise econômica, que estagnou o mercado cimenteiro e levou o Cimento Nassau a fechar 9 das suas 11 fábricas pelo país.
Após inúmeras denúncias, a Cimento Nassau e outras empresas do Grupo Industrial João Santos foram alvo da Operação Background, deflagrada conjuntamente pela Procuradoria-Geral da Fazenda Nacional, Receita Federal e Polícia Federal em 5 de maio de 2021. A procuradoria apontou que o grupo possuía um passivo de mais de 8 bilhões de reais em dívidas com a União, além de 55 milhões de reais em débitos trabalhistas. Foram cumpridos 53 mandados de busca e apreensão em Pernambuco, São Paulo, Amazonas, Pará e Distrito Federal, enquanto seus proprietários tiveram o sequestro e bloqueio de bens a mando da justiça.